# Maropati
Maropati és un comune (municipi) de la Ciutat metropolitana de Reggio de Calàbria, a la regió italiana de Calàbria, situat a uns 70 km al sud-oest de Catanzaro i a uns 50 km al nord-est de Reggio de Calàbria. A 1 de gener de 2019 la seva població era de 1.452 habitants.
Maropati limita amb els municipis següents: Anoia, Feroleto della Chiesa, Galatro i Giffone.